# Bohumil Němeček (boxer)
Bohumil Němeček (2. ledna 1938 Tábor – 2. května 2010, Ústí nad Labem) byl český boxer, olympijský vítěz a mistr Evropy.

## Osobní život
S manželkou Ludmilou (*1942) měl dvě děti Bohumila (*1959) a Romanu (*1965, provd. Doležalová).
Civilním povoláním byl profesionální řidič. Jezdil s nákladním vozem Tatra u podniku ČSAD.
Provozoval v Ústí nad Labem hospodu "U zlaté medaile". Hrál na harmoniku.
V roce 2003 měl vážný úraz. Při práci na střeše chaty spadl z výšky 10 metrů. Z četných zranění se dokázal vyléčit. V roce 2008 však utrpěl cévní mozkovou příhodu. Zemřel na její následky v roce 2010.

## Sportovní kariéra
Pocházel z 10 dětí. Po 2. světové válce se s rodinou přestěhoval z rodného Tábora do Českých Budějovic. Začínal s hokejem v místním Sokole, později po reorganizaci tělovýchovy přejmenovaném na Slavoj. Do boxerské tělocvičny se dostal potom co s kamarádem slyšel reportáž o kanadském hokeji, kde jsou běžné pěstní souboje. Jeho prvním trenérem boxu byl Josef Němec starší, otec boxera Josefa Němce. Boxoval nejčastěji z obráceného gardu, jako pravák z levého postoje.
V roce 1959 odešel na sever Čech do Děčína do prvoligového klubu TJ Lokomotiva, který vedl původem jihočech František Capl. Pod vedením František Capla se dostal v roce 1960 poprvé do reprezentace vedené Milošem Králíčkem. Jeho váhovou kategorií se stal lehký veltr do 63,5 kg, do kterého shazoval až 8 kg. S Králíčkem absolvoval tréninkový experiment, v rámci něhož pracoval jako lesní brigádník. Na olympijské hry v Římě odjížděl jako mezinárodně neznámý sportovec. V úvodním kole se utkal s Rakušanem Rupertem Königem, kterého v roce 1960 porazil při přátelském utkání Československo vs. Rakouskou. Vyrovnaný zápas rozhodl ve třetím kole tvrdým levým úderem, po kterém byl Rakušan počítán a zvítězil v poměru 3:2 na body. Ve druhém kole zdolal Ira Bernie Meliho vysoko v poměru 5:0 na body a postoupil do čtvrtfinále proti domácímu favoritovi Italu Piero Brandimu. Brandiho od úvodu zaskočil změnou gardu z levého na pravý a po vypršení devítiminutové hrací doby nečekaně zvítězil v poměru 4:1 na body. V semifinále proti tmavému Američanu Quincey Danielsovi udržoval soupeře údery na distanc, nepouštěl se do žádných šarvátek u těla čím nedopřál Danielsovi možnost tvrdě zasáhnout. Po vypršení devítiminutové hrací doby zvítězil v poměru 5:0 na body. V bezejmenném finále nastoupil proti Ghaňanu Clementu Quarteyovi. V úvodním kole dvakrát přesně zasáhl Ghaňana pravým direktem a ve druhém kole pro změnu levým direktem. Ve třetí třetině si udržoval unaveného soupeře od těla do konce hrací doby. Verdikt pěti rozhodčích zněl 5:0 v jeho prospěch (59:58, 60:58, 60:58, 60:58, 60:57) a získal zlatou olympijskou medaili. Později vyprávěl, že finálový zápas málem nestihl. Bylo mu nabídnuto jet z olympijské vesnice do haly místo autobusu Tatrou 603. S řidičem však uvízli v římské koloně. Rozhodl se proto do haly doběhnout, při čemž si v autě zapomněl akreditaci. U vchodu musel inzultovat strážníka, který ho nechtěl do haly bez akreditace vpustit. Celou úvodní třetinu s Clementem Quarteyem vydýchával svůj předchozí zážitek. V prosinci obsadil třetí místo v anketě československý sportovec roku.
Od roku 1961 přestoupil do vyšší velterové váhy do 67 kg. Na červnovém mistrovství Evropy v Bělehradě prohrál v úvodním kole v poměru 2:3 na body s Francouzem Jeanem Josselinem. Po neshodách ohledně startu ve velterové váhové kategorie s vedením Lokomotivy, přestoupil od roku 1962 do Ústí nad Labem do Rudé Hvězdy. V roce 1963 na červnovém mistrovství Evropy v Moskvě obsadil třetí místo, když ho v semifinále zastavil domácí litevský Sovět Ričardas Tamulis. V roce 1964 startoval na olympijských hrách v Tokiu ve velterové váze. Po úvodní výhře nad Malcolmem Bulnerem ze Srí Lanky, prohrál ve druhém kole s Finem Pertti Purhonenem. Ve třetí třetině s Finem utrpěl tržnou ránu na obočí a rozhodčí souboj zastavil.
V roce 1965 se výkonnostně hledal a na mistrovství Evropy v Berlíně startoval ve velteru jeho velký děčínský rival Vladimír Kučera. Důvodem byla vleklá zranění prstů na ruce, zápěstí a levého lokte, která mu bránila v lepší přípravě. V roce 1966 byl krizovým rokem československého boxingu, kdy se uvažovalo po vzoru Švédska o jeho zrušení. Příčinou byla dvě úmrtí v ringu v krátkém časovém horizontu. Soutěže byly nakonec obnoveny od roku 1967 s důrazem na větší bezpečnost (např. zavedení přileb). Roční přestávka mu prospěla a na květnovém mistrovství Evropy v Římě se vrátil ve staré formě. Ve finále porazil po taktickém výkonu s nateklým loktem na body východního Němce Manfreda Wolkeho a vybojoval svůj první titul mistra Evropy. Na olympijské hry v Mexiku v roce 1968 si však formu nepřivezl. V zápase s Bulharem Ivanem Kirjakovem byl za nečistý boj rozhodčím napomínán a po slovní inzultaci za nesportovní chování nakonec diskvalifikován. Po olympijských hrách se rozloučil s reprezentací a věnoval se trenérské práci v Rudé Hvězdě. Měl velkou zásluhu na věhlasu ústeckého boxu nejen v Československu. Boxu se na výkonnostní úrovni věnoval jeho syn Bohumil.

### Výsledky
| Turnaj             | 1960  | 1961 | 1962 | 1963 | 1964 | 1965 | 1966 | 1967 | 1968 |
| Turnaj             | 22    | 23   | 24   | 25   | 26   | 27   | 28   | 29   | 30   |
| Turnaj             | -63,5 | -67  | -67  | -67  | -67  | -67  | -67  | -67  | -67  |
| ------------------ | ----- | ---- | ---- | ---- | ---- | ---- | ---- | ---- | ---- |
| Olympijské hry     | 1.    |      |      |      | úč.  |      |      |      | úč.  |
| Mistrovství Evropy |       | úč.  |      | 3.   |      | —    |      | 1.   |      |

### Olympijské hry
| Olympijské hry                 | Olympijské hry               | Olympijské hry               | Olympijské hry               | Olympijské hry               | Olympijské hry               | Olympijské hry               | Olympijské hry               |
| Kolo                           | Výsledek                     | Bilance                      | Soupeř                       | Výsledek                     | Datum                        | Turnaj                       | Místo                        |
| 1968 Olympijské hry do 67 kg   | 1968 Olympijské hry do 67 kg | 1968 Olympijské hry do 67 kg | 1968 Olympijské hry do 67 kg | 1968 Olympijské hry do 67 kg | 1968 Olympijské hry do 67 kg | 1968 Olympijské hry do 67 kg | 1968 Olympijské hry do 67 kg |
| ------------------------------ | ---------------------------- | ---------------------------- | ---------------------------- | ---------------------------- | ---------------------------- | ---------------------------- | ---------------------------- |
| 1/32                           | prohra                       | 6-2                          | Ivan Kirjakov (BUL)          | diskvalifikace               | 20. listopadu 1968           | Olympijské hry               | Ciudad de México, Mexiko     |
| 1964 Olympijské hry do 67 kg   |                              |                              |                              |                              |                              |                              |                              |
| 1/16                           | prohra                       | 6-1                          | Pertti Purhonen (FIN)        | r.s.c.                       | 14.-16. listopadu 1964       | Olympijské hry               | Tokio, Japonsko              |
| 1/32                           | vítězství                    | 6-0                          | Malcolm Bulner (SRI)         | 5-0                          | 14.-16. listopadu 1964       | Olympijské hry               | Tokio, Japonsko              |
| 1960 Olympijské hry do 63,5 kg |                              |                              |                              |                              |                              |                              |                              |
| finále                         | vítězství                    | 5-0                          | Clement Quartey (GHA)        | 5-0                          | 2.-5. září 1960              | Olympijské hry               | Řím, Itálie                  |
| semifinále                     | vítězství                    | 4-0                          | Quincey Daniels (USA)        | 5-0                          | 2.-5. září 1960              | Olympijské hry               | Řím, Itálie                  |
| čtvrtfinále                    | vítězství                    | 3-0                          | Piero Brandi (ITA)           | 4-1                          | 2.-5. září 1960              | Olympijské hry               | Řím, Itálie                  |
| 1/16                           | vítězství                    | 2-0                          | Bernie Meli (IRL)            | 5-0                          | 2.-5. září 1960              | Olympijské hry               | Řím, Itálie                  |
| 1/32                           | vítězství                    | 1-0                          | Rupert König (AUT)           | 3-2                          | 2.-5. září 1960              | Olympijské hry               | Řím, Itálie                  |

### Mistrovství Evropy
| Mistrovství Evropy               | Mistrovství Evropy               | Mistrovství Evropy               | Mistrovství Evropy               | Mistrovství Evropy               | Mistrovství Evropy               | Mistrovství Evropy               | Mistrovství Evropy               |
| Kolo                             | Výsledek                         | Bilance                          | Soupeř                           | Výsledek                         | Datum                            | Turnaj                           | Místo                            |
| 1967 Mistrovství Evropy do 67 kg | 1967 Mistrovství Evropy do 67 kg | 1967 Mistrovství Evropy do 67 kg | 1967 Mistrovství Evropy do 67 kg | 1967 Mistrovství Evropy do 67 kg | 1967 Mistrovství Evropy do 67 kg | 1967 Mistrovství Evropy do 67 kg | 1967 Mistrovství Evropy do 67 kg |
| -------------------------------- | -------------------------------- | -------------------------------- | -------------------------------- | -------------------------------- | -------------------------------- | -------------------------------- | -------------------------------- |
| finále                           | vítězství                        | 6-2                              | Manfred Wolke (GDR)              | verdikt                          | 25. května- 2. června 1963       | Mistrovství Evropy               | Řím, Itálie                      |
| semifinále                       | vítězství                        | 5-2                              | Ion Hodosan (ROU)                | t.k.o. 2                         | 25. května- 2. června 1963       | Mistrovství Evropy               | Řím, Itálie                      |
| čtvrtfinále                      | vítězství                        | 4-2                              | Celal Sandal (TUR)               | diskvalifikace                   | 25. května- 2. června 1963       | Mistrovství Evropy               | Řím, Itálie                      |
| 1/16                             | vítězství                        | 3-2                              | Dieter Kottysch (FRG)            | verdikt                          | 25. května- 2. června 1963       | Mistrovství Evropy               | Řím, Itálie                      |
| 1963 Mistrovství Evropy do 67 kg |                                  |                                  |                                  |                                  |                                  |                                  |                                  |
| semifinále                       | prohra                           | 2-2                              | Ričardas Tamulis (URS)           | verdikt                          | 26. května- 3. června 1963       | Mistrovství Evropy               | Moskva, Sovětský svaz            |
| čtvrtfinále                      | vítězství                        | 2-1                              | Bruno Guse (GDR)                 | verdikt                          | 26. května- 3. června 1963       | Mistrovství Evropy               | Moskva, Sovětský svaz            |
| 1/16                             | vítězství                        | 1-1                              | Heinrich Dieter (FRG)            | verdikt                          | 26. května- 3. června 1963       | Mistrovství Evropy               | Moskva, Sovětský svaz            |
| 1961 Mistrovství Evropy do 67 kg |                                  |                                  |                                  |                                  |                                  |                                  |                                  |
| 1/16                             | prohra                           | 0-1                              | Jean Josselin (FRA)              | 2-3                              | 4. června 1961                   | Mistrovství Evropy               | Bělehrad, Jugoslávie             |